# ۱۰ مه
۱۰ مه صد و سیمین (در سال‌های کبیسه صد و سی و یکمین) روز سال در گاه‌شماری است. ۲۳۵ روز تا پایان سال باقی است.

## رویدادها
- ۱۶۵۵ - قوای انگلیسی جامائیکا  تصرف کردند.
- ۱۷۷۴ - لوئی شانزدهم و ماری آنتوانت به عنوان پادشاه و ملکه فرانسه  منصوب شدند.
- ۱۷۹۶- پیروزی ناپلئون بناپارت بر امپراتوری اتریش در نبرد لودی بریج
- ۱۸۷۷ - رومانی از امپراتوری عثمانی اعلام استقلال کرد.
- ۱۹۴۰ - بریتانیا ایسلند را مورد هجوم قرار می‌دهد.
- ۱۹۴۰ - جنگ جهانی دوم: آغاز نبرد فرانسه و تهاجم آلمان به بلژیک، هلند و لوکزامبورگ
- ۱۹۷۹ - کشور میکرونزی به خود مختاری دست یافت.
- ۱۹۸۱ - فرانسوا میتران به عنوان نخستین رئیس‌جمهور سوسیالیست در فرانسه انتخاب شد.
- ۱۹۹۴ - نلسون ماندلا نخستین رئیس‌جمهور سیاه‌پوست آفریقای جنوبی شد.
- ۲۰۱۳ - ساختمان شماره یک سازمان تجارت جهانی بلندترین ساختمان نیم کره غربی شد.

## زادروزها
- ۱۹۲۳ - گوستاف اشترزمان، سیاست‌مدار آلمانی و وزیرخارجه جمهوری وایمار (ز. ۱۸۷۸)
- ۱۹۴۰ - وین دایر، روان‌شناس، سخنران و نویسنده آمریکایی
- ۱۹۶۹ - خدیجه (شهلا) جاهد ؛پرستار،مربی مهد کودک، دانشجوی روان‌شناسی، همسر دوم موقت ناصر محمدخانی و قصاص شده در پی محکومیت به جنایت قتل فاطمه(لاله)سحرخیزان [۱]

## درگذشت‌ها
- ۱۹۳۷ - مصطفی صادق رافعی، نویسنده و شاعر مصری

## مناسبت‌ها
- روز مادر در کشورهای السالوادور، گواتمالا و مکزیک
- روز جهانی پرنده مهاجر